# NYC (singel)
Say Hello to the Angels/NYC – singiel (podwójna strona A) zespołu Interpol z ich debiutanckiego albumu Turn on the Bright Lights. Został wydany w kwietniu 2003 roku.

## Lista utworów
CD (OLE582-2):
1. "Say Hello to the Angels" – 4:28
2. "NYC" – 4:21
3. "NYC" (Demo) – 4:28

7" vinyl (OLE582-7):
1. "Say Hello to the Angels" – 4:28
2. "NYC" – 4:21